# Novarupta
Novarupta (som betyder "nyudbrudt" på latin) er en vulkan, der blev dannet i 1912, beliggende på Alaskahalvøen på en skråning af Tridentvulkanen i Katmai National Park, omkring 470 km sydvest for Anchorage. Da den opstod under det største vulkanudbrud i det 20. århundrede, udsendte Novarupta 30 gange så meget magma som udbruddet på Mount St. Helens i 1980.

## Udbrud i 1912
Udbruddet i 1912, der dannede Novarupta, var det største, der fandt sted i det 20. århundrede. Det begyndte den 6. juni 1912 og kulminerede i en række voldsomme udbrud. Bedømt til 6 på vulkansk eksplosivitetsindeks udsendte det 60 timer lange udbrud 13 - 15 km3 aske, tredive gange så meget som Mount St. Helens udbrud i 1980. Den udbrudte magma af rhyolit, dacite og andesit resulterede i mere end 17 km3 nedfalden tuf og ca. 11 km3 af pyroklastisk asketuf.
Novarupta-udbruddet fandt sted omkring 10,61 km fra toppen af Mount Katmai vulkanen og 1.200 m under toppen af Mount Katmai efter udbrud. Under udbruddet brød en stor mængde magma ud fra under Mount Katmai-området, hvilket resulterede i dannelsen af en 2 km bred, tragtformet åbning og kollapset af Mount Katmais top, hvilket skabte en 600 m dyb, 3 x 4 km stor caldera.
Udbruddet endte med udpresningen af en lavakuppel af rhyolit  der stoppede udluftningen. Den 90 meter høje og 360 meter brede kuppel den skabte, dannede det, der nu omtales som Novarupta.
På trods af udbruddets omfang var der ingen dødsfald forbundet med det.:3  Øjenvidneberetninger fra mennesker, der var befandt sig i vindretningen for askeskyen, beskrev den gradvise sænkning af sigtbarheden til næsten ingenting. Aske truede med at forurene drikkevandet og ødelægge føderessourcerne, men de indfødte i Alaska havde en traditionel viden, videregivet gennem generationer fra tidligere udbrud, der hjalp dem til at overlve. Imidlertid blev de indfødte landsbyer, der oplevede de tungeste askefald, forladt, og indbyggerne flyttede.

## Valley of Ten Thousand Smokes
Pyroklastiske strømme fra udbruddet dannede Valley of Ten Thousand Smokes, opkaldt af botaniker Robert F. Griggs, som udforskede vulkanens efterdønninger for National Geographic Society i 1916.
Udbruddet, der dannede Valley of Ten Thousand Smokes, er et af de få i den registrerede historie, der har skabtsammensmeltet tuf, der producerer adskillige fumaroler, der eksisterede i 15 år.

## Katmai Nationalpark
Katmai Nationalpark blev etableret som en nationalpark i 1980, beliggende på Alaska-halvøen, overfor Kodiak Island, med hovedkvarter i det nærliggende King Salmon, omkring 470 km sydvest for Anchorage. Området blev oprindeligt udpeget som et nationalt monument i 1918 for at beskytte området omkring udbruddet af Novarupta i 1912 og den 104 km2, 30 til 210 meter dybe, pyroklastiske strøm Valley of Ten Thousand Smokes.